# قطر في الألعاب البارالمبية الصيفية 2012
خاضت قطر التنافس في دورة الألعاب البارالمبية الصيفية 2012 التي أقيمت في لندن، المملكة المتحدة، من 29 أغسطس إلى 9 سبتمبر.
حيث مثل دولة قطر رياضي واحد هو عبد الرحمن عبد القادر عبد الرحمن في منافسات الميدان: رمي القرص والرمح ودفع الجلة.  
لم تحقق قطر اي من الالقاب ضمن هذا الدوري.

## ألعاب القوى
أحداث ميدانية للرجال
| رياضي                 | حدث              | مسافة | نقاط | رتبة |
| --------------------- | ---------------- | ----- | ---- | ---- |
| عبد الرحمن عبد الرحمن | دفع الجلة ف34    | 10.86 | 9    |      |
| عبد الرحمن عبد الرحمن | رمي القرص F32-34 | 40.15 | 960  | 6    |
| عبد الرحمن عبد الرحمن | رمي الرمح F33-34 | 34.99 | 7    |      |